# Borgmeiermyia rozeni
Borgmeiermyia rozeni là một loài ruồi trong họ Tachinidae.